# Cephalodynerus russipes
Cephalodynerus russipes är en stekelart som först beskrevs av Richard Mitchell Bohart 1942.  Cephalodynerus russipes ingår i släktet Cephalodynerus och familjen Eumenidae. Inga underarter finns listade.